# Arsi Harju
Arsi Harju (Kurikka, Finlandia, 18 de marzo de 1974) es un atleta finlandés, especialista en la prueba de lanzamiento de peso, en la que llegó a ser campeón olímpico en 2000.

## Carrera deportiva
En las Olimpiadas de Sídney 2000 ganó el oro en lanzamiento de peso, llegando a los 21.29 metros, quedando por delante de los estadounidenses Adam Nelson y John Godina.
Al año siguiente, en el Mundial de Edmonton 2001 ganó la medalla de bronce en la misma prueba, con una marca de 20.93, de nuevo tras los mismos dos estadounidenses, John Godian que ganó el oro, y Adam Nelson ganó la plata.